# ناریشوو
ناریشوو (انگلیسی: Naryshevo) یک شهرک در شهرستان بورایفسکی باشقیرستان کشور روسیه است.